# Alexander e il terribile, orribile, abominevole ma veramente bruttissimo viaggio
Alexander e il terribile, orribile, abominevole ma veramente bruttissimo viaggio (Alexander and the Terrible, Horrible, No Good, Very Bad Road Trip) è un film del 2025 diretto da Marvin Lemus, reboot del film del 2014 Una fantastica e incredibile giornata da dimenticare tratto dal romanzo di Judith Viorst Alexander and the Terrible, Horrible, No Good, Very Bad Day.

## Trama
Alexander Garcia ha sempre pensato di essere il bambino più sfortunato del mondo. Quando la madre Val decide di portare tutta la famiglia in un viaggio in un camper di lusso a Città del Messico, Alexander è sicuro che si trasformerà in un viaggio disastroso.

## Distribuzione
Il film è stato distribuito in streaming sulla piattaforma Disney+ il 28 marzo 2025.